# Larry Taylor
Larry James Taylor Junior (Chicago, 3 de outubro de 1980) é um jogador de basquete norte-americano, naturalizado brasileiro. Ele naturalizou-se brasileiro em 2012 para poder defender o Brasil nas Olimpíadas de Londres em 2012. Atualmente joga pelo Caxias do Sul.

## Biografia
Larry Taylor nasceu e cresceu em Chicago, Illinois. Começou em equipes universitárias norte-americanas, mas se destacou no basquete latino-americano começando no México e depois na Venezuela. Chegou ao Brasil para jogar no Bauru Basket onde ficou por sete anos, ganhou títulos e virou ídolo da torcida local. 
Ganhou o apelido de "Alienígena" devido a sua impressionante capacidade de fazer maravilhas com a bola laranja nas mãos. Recentemente foi contratado pelo Mogi/Helbor. Recentemente Larry foi convocado a seleção brasileira de basquete e se naturalizou brasileiro. Em 08 de junho de 2018, Larry Taylor acertou o seu retorno ao Bauru Basket após firmar um vínculo de dois anos com a equipe do interior de São Paulo. 

## Carreira universitária
Larry Taylor jogou por quatro temporadas a NCAA (principal Campeonato Universitário Norte-Americano) representando a South Suburban e Missouri Western. Larry jogando pelo Missouri Western quebrou diversos recordes  com assistências e bolas roubadas tanto por jogo e também por temporada. 

### Estatísticas universitárias
| Ano      | Equipe           | PJ | MPJ | 2P | 3P | LL | RT | AS | BR | TO | PPJ |
| -------- | ---------------- | -- | --- | -- | -- | -- | -- | -- | -- | -- | --- |
| 1999-00  | South Suburban   | -  | -   | -  | -  | -  | -  | -  | -  | -  | -   |
| 2000-01  | South Suburban   | -  | -   | -  | -  | -  | -  | -  | -  | -  | -   |
| 2001-02  | Missouri Western | -  | -   | -  | -  | -  | -  | -  | -  | -  | -   |
| 2002-03  | Missouri Western | -  | -   | -  | -  | -  | -  | -  | -  | -  | -   |
| Carreira |                  | -  | -   | -  | -  | -  | -  | -  | -  | -  | -   |

## Homenagem
Larry Taylor teve a camisa de número 4 aposentada pelo Bauru Basket como forma de homenagem e agradecimento pela dedicação e serviços prestados à equipe bauruense. Ao acertar o seu retorno ao time em 2018, a camisa voltou a ser utilizada pelo jogador.

## Títulos

### Bauru Basket
- Campeonato Paulista: 2013 e 2014
- Liga Sul-Americana: 2014
- Liga das Américas: 2015

### Mogi das Cruzes
- Campeonato Paulista: 2016
- Liga Sul-Americana: 2016

### Prêmios Individuais
- Jogo das Estrelas do NBB: (5) 2009, 2010, 2011, 2012 e 2013
- Melhor Armador da Temporada - NBB: (2) 2009 e 2011

## Estatísticas
|  | Líder da liga |

### Temporada regular do NBB
| Ano               | Equipe            | PJ  | MPJ  | 2P%  | 3P%  | LL%  | RT  | AS  | BR  | TO  | PPJ  |
| ----------------- | ----------------- | --- | ---- | ---- | ---- | ---- | --- | --- | --- | --- | ---- |
| 2008–09           | Bauru             | 28  | 36.4 | .480 | .340 | .842 | 6.8 | 6.3 | 2.6 | .4  | 19.3 |
| 2009–10           | Bauru             | 25  | 36.3 | .481 | .418 | .769 | 5.6 | 5.9 | 1.9 | .3  | 15.8 |
| 2010–11           | Bauru             | 28  | 32.1 | .544 | .348 | .720 | 5.0 | 5.6 | 1.9 | .1  | 13.7 |
| 2011–12           | Bauru             | 28  | 34.4 | .520 | .329 | .852 | 5.4 | 6.7 | 2.0 | .3  | 16.4 |
| 2012–13           | Bauru             | 32  | 34.3 | .511 | .347 | .895 | 4.9 | 4.3 | 1.8 | .2  | 14.6 |
| 2013–14           | Bauru             | 29  | 31.6 | .510 | .364 | .792 | 5.7 | 3.8 | 1.3 | .2  | 13.8 |
| 2014–15           | Bauru             | 30  | 25.9 | .581 | .282 | .789 | 4.2 | 2.8 | 1.3 | .1  | 9.7  |
| 2015–16           | Mogi das Cruzes   | 28  | 28.9 | .511 | .303 | .784 | 4.4 | 4.4 | 2.0 | .1  | 11.6 |
| 2016–17           | Mogi das Cruzes   | 24  | 27.2 | .425 | .298 | .784 | 4.3 | 4.5 | 1.9 | .2  | 9.8  |
| 2017–18           | Mogi das Cruzes   | 26  | 30.1 | .424 | .347 | .786 | 4.7 | 4.8 | 1.8 | .1  | 11.5 |
| 2018–19           | Bauru             | 17  | 26.1 | .439 | .347 | .840 | 3.6 | 3.4 | 1.4 | .1  | 10.1 |
| 2019–20           | Bauru             | 11  | 23.7 | .455 | .375 | .727 | 3.4 | 1.9 | .0  | 9.2 |      |
| 2020–21           | Bauru             | 30  | 24.8 | .403 | .352 | .935 | 2.7 | 2.8 | 0.9 | .0  | 7.9  |
| 2021–22           | Bauru             | 29  | 31.4 | .465 | .384 | .864 | 4.2 | 3.7 | 1.1 | .2  | 14.8 |
| 2022–23           | Bauru             | 32  | 20.7 | .467 | .331 | .696 | 2.1 | 2.0 | 0.7 | .0  | 7.0  |
| Carreira          | Carreira          | 398 | 32.4 | .513 | .342 | .814 | 5.2 | 4.9 | 1.8 | .2  | 14.3 |
| Jogo das Estrelas | Jogo das Estrelas | 5   | –    | –    | –    | –    | –   | –   | –   | –   | –    |

### Playoffs do NBB
| Ano      | Equipe          | PJ  | MPJ  | 2P%  | 3P%  | LL%   | RT  | AS  | BR  | TO | PPJ  |
| -------- | --------------- | --- | ---- | ---- | ---- | ----- | --- | --- | --- | -- | ---- |
| 2009     | Bauru           | 3   | 34.8 | .367 | .417 | .833  | 2.7 | 3.7 | 2.3 | .3 | 15.7 |
| 2010     | Bauru           | 6   | 36.0 | .563 | .423 | .833  | 5.2 | 4.7 | 1.5 | .5 | 22.2 |
| 2011     | Bauru           | 7   | 36.5 | .569 | .320 | .774  | 4.6 | 7.0 | 1.9 | .4 | 15.1 |
| 2012     | Bauru           | 6   | 35.8 | .410 | .355 | .795  | 6.0 | 5.5 | 1.3 | .2 | 19.0 |
| 2013     | Bauru           | 8   | 38.1 | .427 | .387 | .800  | 4.9 | 4.4 | 1.1 | .0 | 15.0 |
| 2014     | Bauru           | 7   | 31.2 | .400 | .280 | 1.000 | 5.1 | 3.7 | 1.9 | .3 | 9.4  |
| 2015     | Bauru           | 12  | 30.6 | .500 | .231 | .844  | 5.4 | 3.3 | 1.4 | .2 | 9.2  |
| 2016     | Mogi das Cruzes | 12  | 28.5 | .483 | .200 | .727  | 4.3 | 2.8 | 1.1 | .3 | 11.1 |
| 2017     | Mogi das Cruzes | 5   | 33.1 | .563 | .286 | .769  | 3.6 | 4.8 | 1.8 | .0 | 12.8 |
| 2018     | Mogi das Cruzes | 12  | 33.2 | .442 | .303 | .900  | 6.3 | 4.3 | 1.6 | .1 | 12.8 |
| 2019     | Bauru           | 6   | 29.8 | .511 | .250 | 1.000 | 5.4 | 2.3 | 1.5 | .0 | 11.8 |
| 2021     | Bauru           | 5   | 11.7 | .429 | .300 | .929  | 2.4 | 1.6 | 0.2 | .0 | 3.6  |
| 2022     | Bauru           | 6   | 31.0 | .486 | .467 | .500  | 3.8 | 1.8 | 0.3 | .2 | 14.8 |
| 2023     | Bauru           | 7   | 13.2 | .286 | .222 | .844  | 0.9 | 0.6 | 0.4 | .0 | 2.4  |
| Carreira | Carreira        | 102 | 30.3 | .473 | .315 | .799  | 4.3 | 3.3 | 1.3 | .2 | 12.2 |